# 地域おこし協力隊
地域おこし協力隊（ちいきおこしきょうりょくたい）とは、過疎や高齢化の進行が著しい地方において、地域外の人材を積極的に受け入れ、地域協力活動を行ってもらい、その定住・定着を図ることで、地域での生活や地域社会貢献に意欲のある都市住民のニーズに応えながら、地域力の維持・強化を図っていくことを目的とした制度である。

## 概要
2008年に麻生太郎内閣において、鳩山邦夫総務大臣による「地域力創造プラン（鳩山プラン）」の柱として提唱され、2009年度から総務省によって制度化された。2015年度には全国673の自治体で2,625人の隊員が、2018年度には全国1,061の自治体で5,530人の隊員が活躍している。政府と総務省は、2026年度までに10,000人まで隊員を増やす目標を掲げている。
地方自治体が募集を行い、地域おこしや地域の暮らしなどに興味のある都市部の住民を受け入れて地域おこし協力隊員として委嘱する。隊員には地域ブランド化や地場産品の開発・販売・プロモーション、都市住民の移住・交流の支援、農林水産業への従事、住民生活の維持のための支援などの「地域協力活動」に従事してもらい、あわせて隊員の定住・定着を図る。一連の活動を通じて、地域力の維持・強化を図っていくことを目的としている。
総務省が隊員1人につき報償費等として年間200万円～250万円、活動費として年間150万円～200万円をそれぞれ上限に、地方自治体に対して特別交付税措置する。また、2014年度からは隊員最終年次か任期後1年の間、隊員の起業に要する経費について地方自治体が支援を行った場合は、100万円を上限に国の支援が上乗せされた。隊員の期間は概ね1年以上最長3年までとしている。ただし、3年を超えても活動の継続は可能である。
総務省は隊員の対象として
1. 地方自治体から、委嘱状等の交付による委嘱を受け、地域協力活動に従事する者であること。
2. 1の委嘱に当たり、地方自治体が、その対象者及び従事する地域協力活動の内容等を広報誌、ホームページ等で公表していること。
3. 地域協力活動を行う期間は、おおむね1年以上3年以下であること。
4. 生活の拠点を3大都市圏をはじめとする都市地域等から過疎、山村、離島、半島等の地域に移し、住民票を移動させた者であること。したがって、同一市町村内において移動した者及び委嘱を受ける前に既に当該地域に定住・定着している者（既に住民票の移動が行われている者等）については、原則として含まないものであること。

と定めている。委嘱の方法・期間・名称等は、地域の実情に応じて地方自治体が対応できる。
総務省によれば、隊員の4割が女性、8割が20･30代となっている。また任期終了後については、同省調査（2015年2月）によると、5割が任地の自治体に、1割が任地の近隣自治体に定住しているほか、任地の自治体に定住した隊員のうち5割が就業、2割が就農または起業している。

## 主な地域協力活動
- 農林水産業・産業 - 農林水産業への従事、地場産品の販売、地産地消の推進など
- 環境 - 水源地や森林の保全活動など
- 医療・福祉 - 見守りサービス、病院・買い物等の移動サポートなど
- 観光 - 地域の魅力PR、観光ルート企画立案、来訪客サポートなど
- 教育 - 学校行事の支援、子どもとの交流活動など
- 地域づくり - 地域行事、伝統芸能の応援、都市との交流事業の応援など

具体的な事例に梶賀のあぶりなどがある。

## テレビドラマ
- 遅咲きのヒマワリ〜ボクの人生、リニューアル〜（2012年10月23日 - 12月25日、フジテレビ系） - 主人公 小平 丈太郎 (28) は「四万十市役所臨時職員、四万十市地域おこし協力隊隊員」との設定。
- 長崎発地域ドラマ かんざらしに恋して（2019年2月6日、NHK BSプレミアム）

## トラブル
2024年に、南阿蘇鉄道において、熊本地震の復興支援プロジェクトとして同鉄道に勤務する地域おこし協力隊員への給与未払いが判明。